# Джой
 Тази статия е за австрийската музикална група.  За селото в Южна Италия вижте Джой (Италия).  
„Джой“ (Joy) е музикална група от Австрия, обикновено класифицирана като европоп.
Австрийската група JOY е основана през 1984 г. в 5000-ия австрийски град Бад Аусзе от Анди Швайцер (26.02.60), Фреди Яклич (22.01.60) и Манфред Темел (25.02.59). Тримата са приятели от училище и преди да започнат да свирят заедно вече имат опит в различни аматьорски групи. След като завършват училище Анди става полицай, Фреди започва да учи немска филология и история, а Манферд е популярен DJ в дискотека Orion в германския град Траунройт .
Тримата се срещат отново през 1984 г. и решават да стартират обща професионална музикална кариера. Доста бързо младите таланти подписват и първия си звукозаписен договор с OK Musica. Компанията ангажира Майкъл Шейкл (27.03.57), основен вокалист на дуета Mess, представил Австрия на Евровизия  през 1982 г. , да дава съвети на младата група в началните ѝ стъпки в музикалния бизнес.
Първият сингъл на JOY е Lost In Hong Kong . Песента е на Майкъл Шейкл, под псевдонима M. Mell, и е пусната през февруари 1985 г. Тя не става голям хит, но все пак новата група е забелязана от музикалната преса. Следващият сингъл – Touch By Touch, излязъл през септември 1985 г. е дело на Швайцер и Яклич, и веднага влиза в Топ 20 на европейския денс чарт, и стига до първо място в Австрийския национален чарт. В Австрия, Португалия и Испания са продадени над 50 хил. копия от сингъла и той достига Златен статус в трите държави. Третият сингъл Hello , композиция отново на Майкъл Шейкл, става хит и достига 26-а позиция в Австрийската музикална класация.
Първият албум на групата носи името на третия сингъл – Hello и веднага влиза в Австрийския национален чарт, както и в класациите на много европейски държави. Това донася световна слава на групата и продажби в над 30 страни от целия свят. Песента Valerie, въпреки че не е издадена като сингъл, става огромен хит в Източна Европа. Издадена е като флексисингъл в Съветския съюз от списание Кръгозор, а в Унгария е пусната като кавър под името Te meg en от местната група Inflagranty.
Благодарение на приятните си мелодии и политически неангажирани текстове JOY стават една от малкото Западни групи, които имат концерти зад Желязната завеса. През 1986 и 1987 те имат участия в източно германското телевизионно шоу Ein Kessel buntes.
През лятото на 1986 групата влиза в студио за да запише втория си албум, носещ заглавието Joy And Tears . Албумът е предшестван от само един сингъл – Japanese Girls . В родната Австрия сингълът стига само до 14-о място, но за сметка на това прави групата невероятно популярна в Азия. Азиатското турне на групата през януари и февруари 1987 г. е посетено от повече от 60 хил. души в Банког, Хонконг, Сингапур, Тайван и Сеул. В Сеул групата свири пред около 20 хил. души на Jamsil Olympic stadium и представя нова версия на Japanese Girls, под името Korean Girls. В резултат на това изобщо не е изненадващо, че през същата година JOY са обявени за най-популярната чужда група на Южна Корея, по-популярна дори от Мадона и Майкъл Джаксън.
През 1987 г. групата има няколко концерта в САЩ. В Сан Хосе австрийците свирят в световноизвестната Shrine auditorium, където се срещат и със световноизвестния си сънародник Арнолд Шварценегер.
1987 г. преминава под знака на концерти в много Европейски държави, най-вече Португалия, Испания и Италия.
През същата година OK-Musica пуска на пазара сборния албум „Best of JOY“ и за да отбележи навлизането на дигиталната ера в музиката – компилацията е издадена и на компакт диск.
През 1988 г. пианистът и съавтор на песните Анди Швайцер напуска групата. Той получава правата върху името на групата, кани вокалиста Анцо (Ханс Моравиц) и записва албума JOY, издаден от Polydor. Нито албумът, нито трите сингъла към него – Kissin’ like friends , She’s dancing alone , Born to sing a love song  успяват да влязат в класациите.
През 1994 г. другите двама членове от оригиналния състав на групата – Фреди Яклич и Манфред Темел подписват договор с BMG и пускат нов сингъл – Hello, Mrs. Johnson . Скоро след това те канят нов пианист – Йоханес Гробъл (30 януари 60), и пускат още един сингъл – Felicidad. През 1996 г. е записан албумът „Full of Joy“. Той съдържа 12 композиции и е подготвен за издаване от BMG. Въпреки че промоматериалите вече са отпечатани, BMG решават да не пускат албум на пазара.
През 1997 г. Фреди Яклич и Манфред Темел създават групата Seer, която по-късно става една от най-успешните австрийски групи за всички времена. Въпреки това през 2008 г. Манфред Темел напуска Seer.
През юни 1997 г. JOY свирят на „Dancing city festival“, в московския Горки парк.
През 2002 г. групата е част от първия Disco 80  фестивал, организиран от една от най-популярните руски радиостанции – Авторадио.
През 2010 г. тримата оригинални членове на групата решават да отбележат 25-годишнината на JOY. Повторното им събиране е повече от успешно и през октомври тримата участват в московския „Legends of Retro FM“  фестивал. През ноември същата година пускат максисингъл с 4 нови версии на една от най-популярните им песни – Touch by touch.
През юли 2011 JOY пускат нов албум с името Enjoy. Той съдържа 10 нови композиции, както и нови версии на „Touch by touch“ и „Valerie“. Всички беквокали отново са дело на Майкъл Шейкл. В Австрия албумът излиза под шапката на Major Babies и достига до 21-ва позиция в австрийския чарт. През септември същата година албумът е издаден в Русия от компанията CD-Land  и в Унгария от „Hargent Media“.
На 15 юли 2011 г. JOY участват на „Viljandi Retro Fest“ в Естония пред над 7000 фенове от Естония и Латвия. През ноември 2001 г. JOY участват още веднъж в московския фестивал „Disco 80“.